# Risk: Factions
Risk: Factions est un jeu vidéo de stratégie au tour par tour développé par Stainless Games et Powerhouse Animation Studios, édité par Electronic Arts, sur Windows, PlayStation 3 et Xbox 360.
Il existe également une version du jeu sur Facebook.

## Accueil
- Jeuxvideo.com : 15/20[1]